# مارك فيكتور هانسن
مارك فيكتور هانسن (بالإنجليزية: Mark Victor Hansen)‏ هو كاتب أمريكي، ولد في 8 يناير 1948 في وكغن في الولايات المتحدة.

## وصلات خارجية
- الموقع الرسمي
- مارك فيكتور هانسن على موقع ميوزك برينز (الإنجليزية)
- مارك فيكتور هانسن على موقع ديسكوغز (الإنجليزية)